# Goke Yuta
Yuta Goke (sinh ngày 10 tháng 6 năm 1999) là một cầu thủ bóng đá người Nhật Bản.

## Sự nghiệp câu lạc bộ
Yuta Goke đã từng chơi cho Vissel Kobe.